# Reinhard von Hymmen
Reinhard Maximilian Friedrich Karl Ludwig August Wilhelm von Hymmen (* 28. Januar 1831 in Bonn; † 17. Februar 1909 in Bonn-Endenich) war ein deutscher Verwaltungsjurist und Landrat.

## Herkunft und Familie
Als Sohn der Eheleute Ludwig Anton Friedrich Heinrich Eberhard von Hymmen und Henriette von Ammon entstammte Reinhard von Hymmen einer westfälischen Justiz- und Verwaltungsbeamtenfamilie mit einem Gutsbesitz in der Rheinprovinz. Am 20. Juli 1885 hatte von Hymmen in Den Haag Agnes Hilde Johanna Maria von Bylandt geheiratet. 4 Söhne und zwei Töchter sind aus dieser Ehe hervorgegangen. Er war ein Schwager von Franz von Bodelschwingh (Landrat im Kreis Hamm) und von Karl von Holtzbrinck (Landrat im Kreis Altena).

## Werdegang
Nach Ende seiner Gymnasialausbildung in Düsseldorf absolvierte er 1849/52 ein Studium der Rechtswissenschaften in Bonn und Heidelberg. Nach der Prüfung zum Auskultator beim Landgericht Bonn im Jahre 1853 wurde er 1855 Regierungsreferendar bei der Regierung Koblenz. Vom 21. Dezember 1857 bis zum 10. Juni 1859 wurde er vertretungsweise als Landrat mit der Verwaltung des Landratsamtes des Landkreises Koblenz betraut. Am 7. Februar 1863 wurde zum Regierungsassessor ernannt und an die  Bezirksregierung Düsseldorf überwiesen. Am 8. Juni 1867 wurde er mit der kommunalen Verwaltung des Kreises Kleve beauftragt und am 11. November 1868 zum Landrat des  Kreises Kleve ernannt. Noch im Jahre 1868 wurde er Landrat im Kreis Hagen. Wegen dienstlicher Unzulänglichkeiten wurde ihm die vorzeitige Entlassung aus dem Staatsdienst nahegelegt. Mit der Entlassung am 15. Juni 1892 wurde ihm der Titel Geheimer Regierungsrat zuerkannt. Seinen Militärdienst leistete er als Einjährig-Freiwilliger bei den Königshusaren. 1882 bis 1885 war er als Vertreter des Fürsten zu Salm-Horstmar Abgeordneter im Provinziallandtag der Provinz Westfalen.

## Ehrungen
- Kronenorden IV. Klasse
- Roter Adlerorden IV. Klasse
- Landwehrdienstauszeichnung II. Klasse
- Geheimer Regierungsrat